# Château de Goudemail
Le château de Goudemail est un édifice situé à Lanrodec, en France.

## Localisation
Le château est situé sur le territoire de la commune de Lanrodec, dans le département des Côtes-d'Armor, en région Bretagne.

## Description
Édifice de plan en H composé d'un corps central à cinq travées et de deux corps latéraux perpendiculaires allongés à pans coupés. Élévation en brique avec encadrements de baies et bandeaux en appareil alterné (brique et pierre). Les toitures, à croupe et en pavillon, sont couvertes d'ardoise. À l'intérieur, une cheminée monumentale de boiserie Louis XIV a été remployée dans un salon. Communs de plan en U avec pavillons aux extrémités et annexes.

## Historique
Attribué à l'architecte Claude Parent, le château actuel a été construit autour de 1880 par Charles de Lorgeril, au nord-ouest d'un édifice ancien démoli vers 1907 et qui servait essentiellement de pavillon de chasse et de résidence d'été. Dépendances de la deuxième moitié du XVIIIe siècle. Le jardin à la française date du XXe siècle et est dans le goût de celui du château de la Bourbansais 
Le château est inscrit à l'inventaire général du patrimoine culturel.

## Protection
Édifice atypique à l'échelle du département des Côtes-d'Armor, le château se présente, à l'instar du château de Trévarez, comme un objet architectural sorti de son contexte de production. L'attribution à un architecte parisien comme Claude Parent (non vérifiée) est en cela plausible. Grand château de style Louis XIII, précédé d'un jardin à la française, entouré de communs et d'un parc paysager, il s'inscrit dans un ensemble homogène et authentique de grande qualité. Par sa forte affirmation dans le paysage rural duquel il s'est totalement exclu géographiquement et architecturalement, il peut apparaître comme représentatif de ce qu'est le château du XIXe siècle.